# La meva vida d'ara
La meva vida d'ara (títol original en anglès: How I Live Now) és una pel·lícula romàntica del Regne Unit basada en el llibre homònim de Meg Rosoff, publicat el 2004. La direcció va anar a càrrec de Kevin Macdonald i comptava amb l'actuació de Saoirse Ronan, Tom Holland, Anna Chancellor i George MacKay, entre d'altres. La pel·lícula va ser presentada al Festival Internacional de Cinema de Toronto de 2013. Ha estat doblada al català.

## Argument
Daisy (Saoirse Ronan), una adolescent americana que pateix d'anorèxia, és enviada a la camp anglès per visitar la seva tia Penn (Anna Chancellor) i als seus cosins Edmond (George MacKay), Isaac (Tom Holland) i Piper (Harley Bird) a l'estiu. Tot just baixar, es troba a l'Aeroport de Heathrow ple de militars i policies armats, preocupats amb que ocorri un atemptat terrorista similar al que ha passat a París. Daisy és recollida pel seu cosí Isaac i duia a la casa dels seus cosins, al nord de Londres. La seva tia Penn es veu obligada a anar-se'n a Ginebra durant un parell de setmanes per assumptes de treball, deixant a Daisy al costat dels seus cosins.
No obstant això, l'estiu acaba sobtadament quan una coalició de diversos grups terroristes detonen una bomba nuclear al centre de Londres, esclatant la Tercera Guerra Mundial. A part del gran nombre de morts, la bomba deixa milers de cases sense electricitat ni aigua potable, declarant-la llei marcial i obligant als militars a cercar supervivents. Mentrestant, Daisy rep la visita del cònsol, oferint-li l'oportunitat de tornar als Estats Units.
Els cosins es traslladen a una petita cabana del bosc juntament amb Joe (Danny McEvoy), un dels veïns, el qual es veu obligat a partir costat dels seus pares cap a un camp de refugiats. Finalment, la nit abans de marxar cap als Estats Units, Daisy crema el bitllet decantant per quedar-se amb Edmond, de qui s'havia enamorat. El matí següent, diversos militars irrompen en la cabanya i prenen a tots els supervivents. A continuació els separen per sexes, enviant a Daisy i a Piper a un camp de refugiats, mentre Edmond i Isaac són portats a una caserna militar. Abans de ser obligat a entrar a la força al furgó, Eddie li diu a Daisy que faci tot el possible per retrobar-se amb ell a la cabana del bosc.
Daisy acaba vivint al costat de la Senyora McEvoy, i pocs dies després, decideix escapar-se al costat de la seva cosina, Piper. Les dues veuen l'ocasió perfecta de fugir quan diverses cases acaben calcinades a causa d'un atac perpetrat per persones en contra del règim militar. Pocs dies després, i després de tenir diversos somnis que Daisy interpretava amb indicacions sobre per on continuar, arriben a les instal·lacions on estaven Edmond i Isaac.
Daisy decideix investigar el lloc, aparentment abandonat. Una vegada que arriba al pati, troba desenes de bosses plenes de cadàvers. Tement-se el pitjor, Daisy comença a obrir una per una les borses, esperant no trobar-se amb el cos d'Eddie. No obstant això, tot i que Edmond no estava entre les restes, sí que estava Isaac. Daisy pren les ulleres del seu cosí, que decideix enterrar en les proximitats d'un rierol. A continuació decideix continuar amb la marxa.
Després d'haver estat atacada per dos homes, Daisy i Piper s'amaguen, però atrapen a la seva cosina. Daisy salva a la seva cosina matant a un d'ells d'un tret i obligant a l'altre a deixar-la anar i després ferint. Les dues surten fugint del lloc, però descobreixen que han deixat enrere el mapa i la brúixola. Decidides a prosseguir la recerca cap a la cabana, troben la seva salvació quan veuen al falcó d'Eddie sobrevolant la zona. Daisy i Piper arriben a la cabana, que està plena d'ampolles d'alcohol i de mantes brutes, i troben a Jet, la mascota de Piper, tancat en una habitació. L'endemà, el gos comença a bordar i surt fora, seguit per Daisy. Finalment, troba a Eddie tirat a terra, aparentment inconscient.
Els mesos posteriors, Daisy s'encarrega de cuidar, banyar i donar menjar a Eddie. Mesos després, l'electricitat torna, hi ha un alto el foc i el país comença a recompondre. No obstant això, les atrocitats que va veure Eddie fa que pateixi trastorn per estrès posttraumàtic, perdent la capacitat de parlar. En l'escena final de la pel·lícula, Eddie es troba atenent al jardí quan es talla el dit. Daisy li ajuda netejant la sang de la ferida amb la seva pròpia saliva, similar al que havia fet Eddie per ella quan Daisy havia arribat a la cabana. Ell respon besant i abraçant-la, el que li dona esperança que aviat tornarà tot a la normalitat.

## Repartiment
- Saoirse Ronan com a Daisy
- George MacKay com a Edmond
- Tom Holland com a Isaac
- Harley Bird com a Piper
- Anna Chancellor com a tieta Penn
- Corey Johnson com a oficial consular
- Danny McEvoy com a Joe
- Darren Morfitt com a sergent
- Jonathan Rugman com a periodista
- Stella Gonet com a Sra McEvoy
- Des McAleer com a major McEvoy